# The Tender, the Moving, the Swinging Aretha Franklin
| Оценки критиков                   | Оценки критиков |
| Источник                          | Оценка          |
| --------------------------------- | --------------- |
| AllMusic                          | [ 2 ]           |
| Billboard                         | [ 3 ]           |
| The Encyclopedia of Popular Music | [ 4 ]           |
| The Rolling Stone Album Guide     | [ 5 ]           |

The Tender, the Moving, the Swinging Aretha Franklin — третий студийный альбом американской певицы Ареты Франклин, выпущенный 19 марта 1962 года на лейбле Columbia Records. Альбом был записан в Нью-Йорке на студии Columbia Recording Studios, его продюсером выступил Роберт Мерси. Это был первый альбом певицы, добившийся кое-какого коммерческого успеха, он смог подняться до 69-й строчки в чарте Billboard Top LPs (в настоящее время — Billboard 200).

## Список композиций
| №  | Название                          | Автор(ы)                                         | Длительность |
| -- | --------------------------------- | ------------------------------------------------ | ------------ |
| 1. | «Don’t Cry, Baby»                 | Сол Берни, Джеймс Джонсон, Стелла Унгер          | 3:23         |
| 2. | «Try a Little Tenderness»         | Джеймс Кэмпбелл, Реджинальд Коннелли, Гарри Вудс | 3:16         |
| 3. | «I Apologize»                     | Эл Хоффман, Эл Гудхарт, Эд Нильсон               | 2:53         |
| 4. | «Without the One You Love»        | Арета Франклин                                   | 2:48         |
| 5. | «Look for the Silver Lining»      | Джером Керн, Бадди Десильва                      | 3:04         |
| 6. | «I’m Sitting on Top of the World» | Рэй Хендерсон, Сэм Льюис, Джо Янг                | 2:42         |

| №                   | Название                   | Автор(ы)                              | Длительность |
| ------------------- | -------------------------- | ------------------------------------- | ------------ |
| 1.                  | «Just for a Thrill»        | Лил Хардин Армстронг, Дон Рэй         | 2:33         |
| 2.                  | «God Bless the Child»      | Билли Холидей, Артур Герцог мл.       | 3:03         |
| 3.                  | «I’m Wandering»            | Берри Горди, Тайран Карло             | 3:27         |
| 4.                  | «How Deep Is the Ocean»    | Ирвинг Берлин                         | 2:48         |
| 5.                  | «I Don't Know You Anymore» | Гэри Гельд, Питер Уделл               | 2:50         |
| 6.                  | «Lover Come Back to Me»    | Зигмунд Ромберг, Оскар Хаммерстайн II | 2:35         |
| Общая длительность: | Общая длительность:        | Общая длительность:                   | 35:01        |

| №                   | Название                                  | Автор(ы)                                         | Длительность |
| ------------------- | ----------------------------------------- | ------------------------------------------------ | ------------ |
| 1.                  | «Trouble In Mind» (Mono Version)          | Ричард М. Джонс                                  | 2:15         |
| 2.                  | «Without the One You Love» (Mono Version) | Арета Франклин                                   | 2:46         |
| 3.                  | «Don’t Cry, Baby» (Mono Version)          | Сол Берни, Джеймс Джонсон, Стелла Унгер          | 3:14         |
| 4.                  | «I’m Wandering» (Mono Version)            | Берри Горди, Тайран Карло                        | 3:25         |
| 5.                  | «Try a Little Tenderness» (Mono Version)  | Джеймс Кэмпбелл, Реджинальд Коннелли, Гарри Вудс | 3:14         |
| 6.                  | «I Apologize» (Mono Version)              | Эл Хоффман, Эл Гудхарт, Эд Нильсон               | 2:52         |
| 7.                  | «Lover Come Back to Me» (Mono Version)    | Зигмунд Ромберг, Оскар Хаммерстайн II            | 2:34         |
| 8.                  | «I Don’t Know You Anymore» (Mono Version) | Гэри Гельд, Питер Уделл                          | 2:47         |
| Общая длительность: | Общая длительность:                       | Общая длительность:                              | 58:02        |

## Чарты
| Чарт (1962)         | Высшая позиция |
| ------------------- | -------------- |
| США (Billboard 200) | 69             |